# BEST

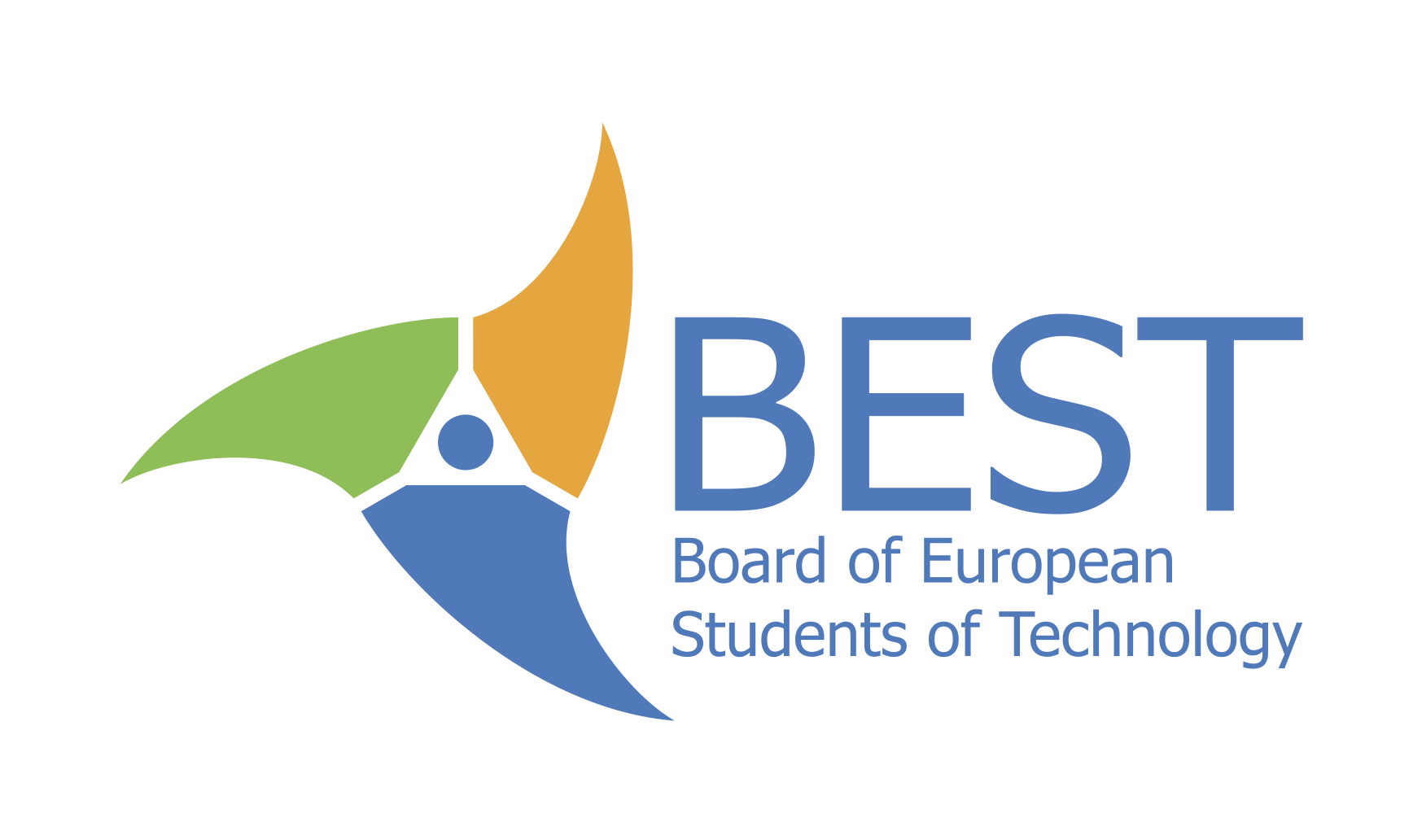
логотип организации

Совет Студентов Технических вузов Европы (Board of European Students of Technology, BEST) — это негосударственная, неполитическая и некоммерческая студенческая организация. BEST объединяет около 3 800 волонтеров, которые являются членами локальных групп BEST в 94 технических университетах в 37 странах.

## Структура
По своей структуре BEST разделен на три уровня: локальный, региональный и международный. Каждая из 94 локальных групп BEST (LBG — Local BEST Group) представляет организацию на локальном уровне в университете, в котором обучаются ее члены. Для обеспечения эффективного взаимодействия между локальными группами и международным уровнем в BEST 94 группы разделены на 11 регионов, которые координируют Региональные Советники (Regional Advisers). Наконец, международный уровень организации BEST состоит из 10 отделов. Вся организация ведет свою деятельность под управлением Международного Совета BEST (International Board of BEST).

### Локальные группы BEST
Локальная группа BEST — это сообщество студентов-членов организации BEST, обучающихся в одном университете, которое отвечает за продвижение и организацию деятельности BEST в данном университете.

### Международные Департаменты
| Отдел                              | Описание |
| ---------------------------------- | --- |
| Competitions Department            | Цель отдела по соревнованиям — обеспечивать поддержку и контроль качества Инженерных Соревнований в соответствии с требованиями BEST. |
| Corporate Relations Department     | Отдел по корпоративным связям помогает Казначею в поиске ресурсов для Международного BEST, с целью обеспечения эффективного функционирования организации и достижения ее целей. |
| Design Department                  | Отдел дизайна предоставляет графические материалы в соответствии с потребностями BEST с целью поддержания и укрепления имиджа организации. |
| Educational Involvement Department | Цель отдела по вовлечению в образование BEST — усилить информированность и вовлеченность студентов в образовательный процесс, собирать мнения студентов по вопросам образования и доводить эти сведения до соответствующих заинтересованных лиц, связанных с системами высшего образования в Европе. |
| Grants Department                  | Отдел по грантам отвечает за взаимодействие с различными фондами в целях обеспечения финансовой поддержки организации при помощи грантов. |
| IT Department                      | Отдел информационных технологий предоставляет технические ресурсы и услуги в сфере ИТ в соответствии с запросами организации, что помогает в достижении ее целей. |
| Data Analysis Department           | Отдел занимается аналитикой и работой с базами данных. Был создан при слиянии двух рабочих групп после Летней Генеральной Ассамблеи 2022. |
| Public Relations Department        | Отдел по связям с общественностью создает, контролирует и поддерживает имидж организации BEST. |
| Training Department                | Отдел тренингов предназначен для развития членов BEST с тем, чтобы они вносили вклад в организацию, приближая ее к достижению ее целей. Это делается посредством поддержки и постоянного улучшения тренинговой системы BEST.                                                                         |
| Vivaldi Department                 | Целью отдела «Вивальди» является наблюдение и поддержка организации мероприятий BEST в соответствии с правилами организации. |

### Международный Совет (International Board 2022—2023)
| Позиция                                     | Имя                      |
| ------------------------------------------- | ------------------------ |
| Президент                                   | Aggelos Kokkinis (Патры) |
| Казначей                                    | Stathis Vezyris (Ханья)  |
| Секретарь                                   | Simon Petit (Льеж)       |
| Вице-президент по кадровым ресурсам         | Leo Boljesic (Загреб)    |
| Вице-президент по проектам                  | Luna Rosseel (Гент)      |
| Вице-президент по сервисам                  | Dunja Olbina (Белград)   |
| Вице-президент по поддержке локальных групп | Anna Tsebenoha (Львов)   |

## Организации-партнеры
BEST взаимодействует с другими студенческими организациями:
- bonding-studenteninitiative e.V.[1] (Германия, с 1997 г.)
- Canadian Federation of Engineering students,[2] (с 2010 г.)
- Association des États Généraux des Étudiants de l’Europe (AEGEE)[3] (с 2010 г.)
- European Students of Industrial Engineering and Management (ESTIEM)[4] (с 2011)

Студенты BEST также состоят в некоторых тематических сообществах, например:
- Sputnic[5]1
- VM-Base[6]
- TREE[7]
- EIE-Surveyor[8]

BEST является членом следующих организаций, вовлеченных в Инженерное образование:
- SEFI,
- IFEES[9]
- FEANI.[10]

## Рекомендации
1. ↑  bonding.de. bonding.de. Дата обращения: 12 июля 2016. Архивировано из оригинала 30 апреля 2016 года.
2. ↑  Archived copy. Дата обращения: 10 сентября 2011. Архивировано из оригинала 8 августа 2011 года.
3. ↑  AEGEE-Europe | European Students' Forum. aegee.org. Дата обращения: 12 июля 2016. Архивировано из оригинала 22 августа 2016 года.
4. ↑  Student organisations | ESTIEM. estiem.org. Дата обращения: 12 июля 2016. Архивировано 16 января 2017 года.
5. ↑  Archived copy. Дата обращения: 8 ноября 2010. Архивировано из оригинала 26 июля 2011 года. Partners of Sputnic
6. ↑  Virtual Mobility Before and after student exchanges. web.archive.org. Дата обращения: 12 июля 2016. Архивировано из оригинала 4 августа 2007 года.
7. ↑  Archived copy. Дата обращения: 8 ноября 2010. Архивировано из оригинала 12 января 2011 года.
8. ↑  http://www.eie-surveyor.org/partners.htm Архивная копия от 3 марта 2016 на Wayback Machine EIE-Surveyor partners
9. ↑  http://www.ifees.net/members/ Архивная копия от 2 января 2017 на Wayback Machine members of IFEES
10. ↑  Archived copy. Дата обращения: 8 ноября 2010. Архивировано из оригинала 24 ноября 2010 года. Members of FEANI